# Pierre-Borne
La Pierre-Borne est un menhir situé à Raon-l'Étape, dans le département des Vosges en région Grand Est. 

## Situation
Le menhir est situé à la limite du département au lieu-dit « Pierre-Borne », aux limites des communes de Bertrichamps et de Raon-l'Étape.

## Description
Il s'agit d'un monolithe très régulier de granit rose extrait sans doute de la carrière de Chavré établit sur l’autre versant de la Plaine,. Il dépasse le sol de plus de 3 mètres, et daterait selon une estimation d'environ 3000 et 2000 ans. Son poids est estimé à environ 7,8 tonnes.
Le menhir de Pierre-Borne à la Maladrerie est classé par décret du 25 novembre 1924 au titre de monument historique.